# Кород (Сату Маре)
Кород (рум. Corod) насеље је у Румунији у округу Сату Маре у општини Кулчу. Oпштина се налази на надморској висини од 126 m.

## Становништво
Према подацима из 2002. године у насељу је живело 483 становника.

### Попис2002.
| Расподела становништва по националности 2002.‍ | Расподела становништва по националности 2002.‍ | Расподела становништва по националности 2002.‍ | Расподела становништва по националности 2002.‍ | Расподела становништва по националности 2002.‍ |
| --------------------------------------------- | --------------------------------------------- | --------------------------------------------- | --------------------------------------------- | --------------------------------------------- |
|                                               |                                               |                                               |                                               |                                               |
| Румуни                                        | Румуни                                        |                                               | 223                                           | 46,5%                                         |
| Мађари                                        | Мађари                                        |                                               | 231                                           | 48,1%                                         |
| Роми                                          | Роми                                          |                                               | 26                                            | 5,4%                                          |